# Federica Cesarini
Federica Cesarini (* 2. August 1996 in Cittiglio) ist eine italienische Ruderin, die 2017 Weltmeisterin im Leichtgewichts-Doppelvierer wurde. 2019 wurde sie Europameisterin im Leichtgewichts-Einer und 2021 im Leichtgewichts-Doppelzweier. Ebenfalls 2021 wurde sie Olympiasiegerin im Leichtgewichts-Doppelzweier.

## Karriere
2012 nahm sie zum ersten Mal in ihrer Karriere an den Junioren-Weltmeisterschaften im Rudern teil. In Plowdiw startete sie als Steuerfrau des Achters mit Serena Lo Bue, Silvia Terrazzi, Beatrice Arcangiolini, Ilaria Broggini, Ludovica Lucidi, Chiara Ondoli, Sandra Celoni und Giorgia Lo Bue bei den Junioren-Weltmeisterschaften 2012. Hinter den Booten aus Rumänien und den USA gewannen sie die Bronzemedaille. Anschließend steuerte sie auch den Achter der Frauen bei den Europameisterschaften. Gemeinsam mit Claudia Wurzel, Sara Magnaghi, Alessandra Patelli, Giada Colombo, Gabriella Bascelli, Sara Bertolasi, Gaia Palma und Enrica Marasca gewann sie die Silbermedaille hinter dem Boot aus Rumänien.
Ein Jahr später nahm sie mit Elisa Mapelli im Zweier ohne an den Junioren-Weltmeisterschaften 2013 in Trakai teil. Mit einem vierten Platz im Halbfinale verpassten sie die Qualifikation für das A-Finale. Im B-Finale konnten die beiden den zweiten Platz belegen und schlossen damit die Junioren-Weltmeisterschaften als Achte ab. Bei den Junioren-Weltmeisterschaften 2014 in Hamburg ging sie im Einer an den Start und belegte den fünften Platz im B-Finale und damit am Ende den 11. Platz.
Im darauffolgenden Jahr debütierte sie beim Heimspiel in Varese im Ruder-Weltcup. Beim zweiten Weltcup der Saison belegte sie im Leichtgewichts-Einer den dritten Platz im B-Finale und damit insgesamt den neunten Platz. Bei der später im Jahr ausgetragenen U23-Weltmeisterschaft 2015 in Plowdiw belegte sie mit Bianca Laura Pelloni den vierten Platz im Leichtgewichts-Doppelzweier. 2016 startete sie beim ersten Weltcup des Jahres, der in Varese ausgetragen wurde, wieder im Leichtgewichts-Einer. Dieses Mal gelang es ihr hinter Marieke Keijser aus den Niederlanden und der Kanadierin Katherine Haber die Bronzemedaille zu gewinnen. Beim dritten Wettbewerb des Ruder-Weltcups ging sie gemeinsam mit Valentina Rodini im Leichtgewichts-Doppelzweier an den Start. Gemeinsam konnten sie in Posen das A-Finale erreichen und belegten dort den sechsten Platz. Anschließend starteten die beiden in dieser Bootsklasse auch bei den U23-Weltmeisterschaften in Rotterdam. Im Finale gelang es ihnen hinter dem Boot des Gastgebers und dem Boot aus Neuseeland den 3. Platz zu belegen und damit die Bronzemedaille zu gewinnen.
Ein Jahr später starteten sie in der gleichen Konstellation in Račice u Štětí auf dem Ruderkanal Račice u Štětí bei den Europameisterschaften 2017 im Leichtgewichts-Doppelzweier. Direkt über den Vorlauf konnten sie sich für das A-Finale qualifizieren und belegten im Finale den sechsten Platz. Beim dritten Ruder-Weltcup in Luzern belegte sie in dieser Bootsklasse den fünften Platz zusammen mit Allegra Francalacci. Anschließend startete sie mit Allegra Francalacci bei den U23-Weltmeisterschaften 2017. Hinter den Rumäninnen gewannen die beiden die Silbermedaille im Leichtgewichts-Doppelzweier.
Gemeinsam mit Asja Maregotto, Paola Piazzolla und Giovanna Schettino ging sie bei den Weltmeisterschaften 2017 in der Nähe von Sarasota und Bradenton im Leichtgewichts-Doppelvierer an den Start. Sie qualifizierten sich direkt im Vorlauf für das A-Finale, wo sie sich mit fast zwei Sekunden Vorsprung gegen das australische und chinesische Boot durchsetzen konnten und Weltmeisterinnen wurden.
2018 nahm Federica Cesarini an der zweiten Veranstaltung des Ruder-Weltcups in Linz teil und ging dort gemeinsam mit Valentina Rodini an den Start. Die beiden konnten sich für das A-Finale qualifizieren und gewannen dort mit mehr als einer Sekunde Vorsprung vor den Booten aus den Niederlanden und aus Rumänien den Wettbewerb im Leichtgewichts-Doppelzweier. In Glasgow starteten die beiden im Leichtgewichts-Doppelzweier bei den Europameisterschaften 2018, welche Teil der European Championships 2018 waren. Sie konnten sich für das A-Finale qualifizieren und verpassten dort mit dem fünften Platz eine Medaille. Gemeinsam nahmen sie auch an den Weltmeisterschaften 2018 teil und verpassten dort im Leichtgewichts-Doppelzweier das A-Finale. Das B-Finale entschieden sie mit fast zwei Sekunden Vorsprung für sich und beendeten den Wettkampf dadurch auf dem siebten Platz.
Im darauffolgenden Jahr startete sie im Leichtgewichts-Einer bei den Europameisterschaften 2019. Sie gewann den Titel vor Leonie Pieper und Marieke Keijser. Beim zweiten Weltcup in Posen gewann sie zusammen mit Valentina Rodini die Silbermedaille im Leichtgewichts-Doppelzweier hinter dem Boot aus Neuseeland. Bei den Weltmeisterschaften 2019 verpassten sie im Leichtgewichts-Doppelzweier das A-Finale. Das B-Finale konnten sie gewinnen und erreichten damit am Ende den siebten Platz. 2020 gewannen Valentina Rodini und Federica Cesarini bei den Europameisterschaften in Posen die Silbermedaille hinter den Niederländerinnen. Auch 2021 gingen die beiden bei der Europameisterschaft wieder im Leichtgewichts-Doppelzweier an den Start. Im heimischen Varese konnten sie dieses Mal den Titel gewinnen vor den Booten aus Großbritannien und den Niederlanden. Bei den Olympischen Spielen in Tokio gewannen die Italienerinnen vor den Französinnen und den Niederländerinnen.
2022 bei den Europameisterschaften in München erruderten Rodini und Cesarini die Bronzemedaille hinter den Britinnen und den Französinnen.

## Internationale Erfolge
- 2012: Bronzemedaille Junioren-Weltmeisterschaften im Achter
- 2012: Silbermedaille Europameisterschaften im Achter
- 2013: 8. Platz Junioren-Weltmeisterschaften im Zweier ohne
- 2014: 11. Platz Junioren-Weltmeisterschaften im Einer
- 2015: 9. Platz Ruder-Weltcup im Leichtgewichts-Einer
- 2015: 4. Platz U23-Weltmeisterschaften im Leichtgewichts-Doppelzweier
- 2016: Bronzemedaille Ruder-Weltcup im Leichtgewichts-Einer
- 2016: 6. Platz Ruder-Weltcup im Leichtgewichts-Doppelzweier
- 2016: Bronzemedaille U23-Weltmeisterschaften im Leichtgewichts-Doppelzweier
- 2017: 6. Platz Europameisterschaften im Leichtgewichts-Doppelzweier
- 2017: 5. Platz Ruder-Weltcup im Leichtgewichts-Doppelzweier
- 2017: Silbermedaille U23-Weltmeisterschaften im Leichtgewichts-Doppelzweier
- 2017: Goldmedaille Weltmeisterschaften im Leichtgewichts-Doppelvierer
- 2018: Goldmedaille Ruder-Weltcup im Leichtgewichts-Doppelzweier
- 2018: 5. Platz Europameisterschaften im Leichtgewichts-Doppelzweier
- 2018: 7. Platz Weltmeisterschaften im Leichtgewichts-Doppelzweier
- 2019: Goldmedaille Europameisterschaften im Leichtgewichts-Einer
- 2019: Silbermedaille Ruder-Weltcup im Leichtgewichts-Doppelzweier
- 2019: 7. Platz Weltmeisterschaften im Leichtgewichts-Doppelzweier
- 2020: Silbermedaille Europameisterschaften im Leichtgewichts-Doppelzweier
- 2021: Goldmedaille Europameisterschaften im Leichtgewichts-Doppelzweier
- 2021: Goldmedaille Olympische Spiele im Leichtgewichts-Doppelzweier
- 2022: Bronzemedaille Europameisterschaften im Leichtgewichts-Doppelzweier